# Hippocamelus
Hippocamelus Leuckart, 1816 è un genere della famiglia dei Cervidi; comprende due sole specie, note comunemente come huemul o cervi delle Ande, originarie delle regioni andine del Sudamerica:
- Hippocamelus antisensis (d'Orbigny, 1834) - huemul del nord o taruca, diffuso in Perù, Bolivia occidentale e Cile settentrionale;
- Hippocamelus bisulcus Molina, 1782 - huemul del sud o guemal, diffuso nelle regioni centrali e meridionali di Cile e Argentina.

I primi esploratori del Sudamerica descrissero lo huemul come un ibrido generato dall'accoppiamento tra un cavallo e un cammello: questa strana genesi è all'origine del nome generico Hippocamelus.

## Descrizione
Entrambe le specie hanno le stesse dimensioni e sono molto simili. Misurano 140–165 cm di lunghezza, sono alte al garrese 78–90 cm e pesano 45–65 kg. Il mantello è di colore beige. I palchi, presenti solamente nei maschi, sono brevi e a forma di forchetta. Hanno zampe relativamente brevi e costituzione tozza, probabilmente come adattamento agli accidentati terreni di montagna.
Gli areali delle due specie non si sovrappongono, quindi l'appartenenza a una determinata specie viene effettuata semplicemente a partire dalla località. Comunque, lo huemul del sud è un po' più piccolo e, soprattutto, ha la parte inferiore della coda scura, che nello huemul del nord è bianca.

## Biologia
Gli huemul sono animali di alta montagna. In particolare, la specie del nord è facile incontrarla, in estate, a oltre 5000 metri di quota, ad altitudini, quindi, più elevate rispetto alla maggior parte degli altri mammiferi. In inverno, comunque, si sposta a quote più basse, a circa 2500 m. La specie del sud, invece, vive tutto l'anno a 1300–1700 m d'altitudine. Entrambe le specie prediligono gli aspri pendii montani, ma vivono anche in prati alpini o foreste.
Lo huemul del nord è una specie diurna. Si sposta attraverso il proprio territorio in gruppi composti mediamente da otto esemplari. Questi gruppi sembrano essere piuttosto aperti: esemplari giovani e meno giovani di ambo i sessi possono tranquillamente entrare a far parte di un gruppo e lasciarlo poco dopo. Al contrario, lo huemul del sud ha uno stile di comportamento più simile a quello degli altri cervi. La maggior parte degli esemplari è solitaria e i maschi cercano di radunare attorno a sé le varie femmine presenti nei dintorni, difendendole aggressivamente contro gli altri maschi.

## Conservazione

Lo stemma del Cile rappresenta uno huemul e un condor delle Ande.

Entrambe le specie sono considerate minacciate e compaiono nell'Appendice I della CITES. La IUCN inserisce lo huemul del nord tra le specie vulnerabili e quello del sud tra quelle in pericolo. Lo huemul del nord è ancora relativamente diffuso, ma non è particolarmente numeroso in nessun luogo. Da quando ne è stata vietata la caccia, il numero di esemplari sta nuovamente aumentando.
Lo huemul del sud, invece, è particolarmente minacciato dalla concorrenza con i cervi nobili, introdotti in Cile dall'uomo, e con le pecore domestiche. Gli esemplari giovani, inoltre, cadono vittima dei cani randagi. La popolazione totale è stimata sui 1300 capi.
Uno huemul che indossa una corona è raffigurato sullo stemma nazionale del Cile, in compagnia di un condor, simbolo nazionale del Paese.